# 372. Infanterie-Division (Wehrmacht)
La 372. Infanterie-Division fu una divisione dell'esercito tedesco attiva durante la seconda guerra mondiale che venne creata nel marzo 1940 e fu in Polonia con compiti antipartigiani per poi essere sciolta nell'agosto dello stesso anno.

## Storia

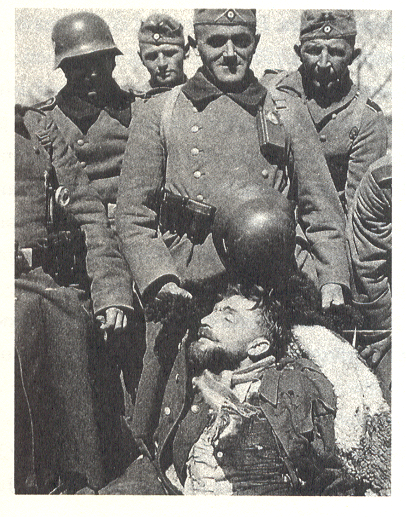
Soldati della 372. Infanterie-Division con il corpo del maggiore Henryk Dobrzański

La divisione fu costituita il 20 marzo 1940 a Radom, in Polonia e fu subito impiegata in compiti di lotta antipartigiana, il 30 aprile 1940 i membri della divisione uccisero il maggiore polacco Henryk Dobrzański. All'inizio della campagna di Francia fu completata la formazione dei reggimenti di fanteria e a metà maggio la divisione ricevette l'ordine di assumere il controllo della zona di Zamosz, per sostituire la 209. Infanterie-Division. Dopo la resa della Francia, la formazione fu cancellata il 20 giugno 1940 ed il 15 luglio fu dato l'ordine di sciogliere la divisione; lo stesso giorno i tre reggimenti di fanteria formarono dei battaglioni che rimasero in Polonia. La divisione fu trasferita in Germania e sciolta il 20 agosto 1940.

## Ordine di battaglia
- Infanterie-Regiment 650
- Infanterie-Regiment 651
- Infanterie-Regiment 653
- Feldkanonen-Batterie 372
- Radfahr-Schwadron 372
- Panzerjäger-Kompanie 372
- Nachrichten-Kompanie 372
- Divisions-Nachschubführer 372[1]

## Comandanti
- Generalleutnant Alfred Böhm-Tettelbach (20 marzo 1940 - 20 agosto 1940)[1]